# 1448

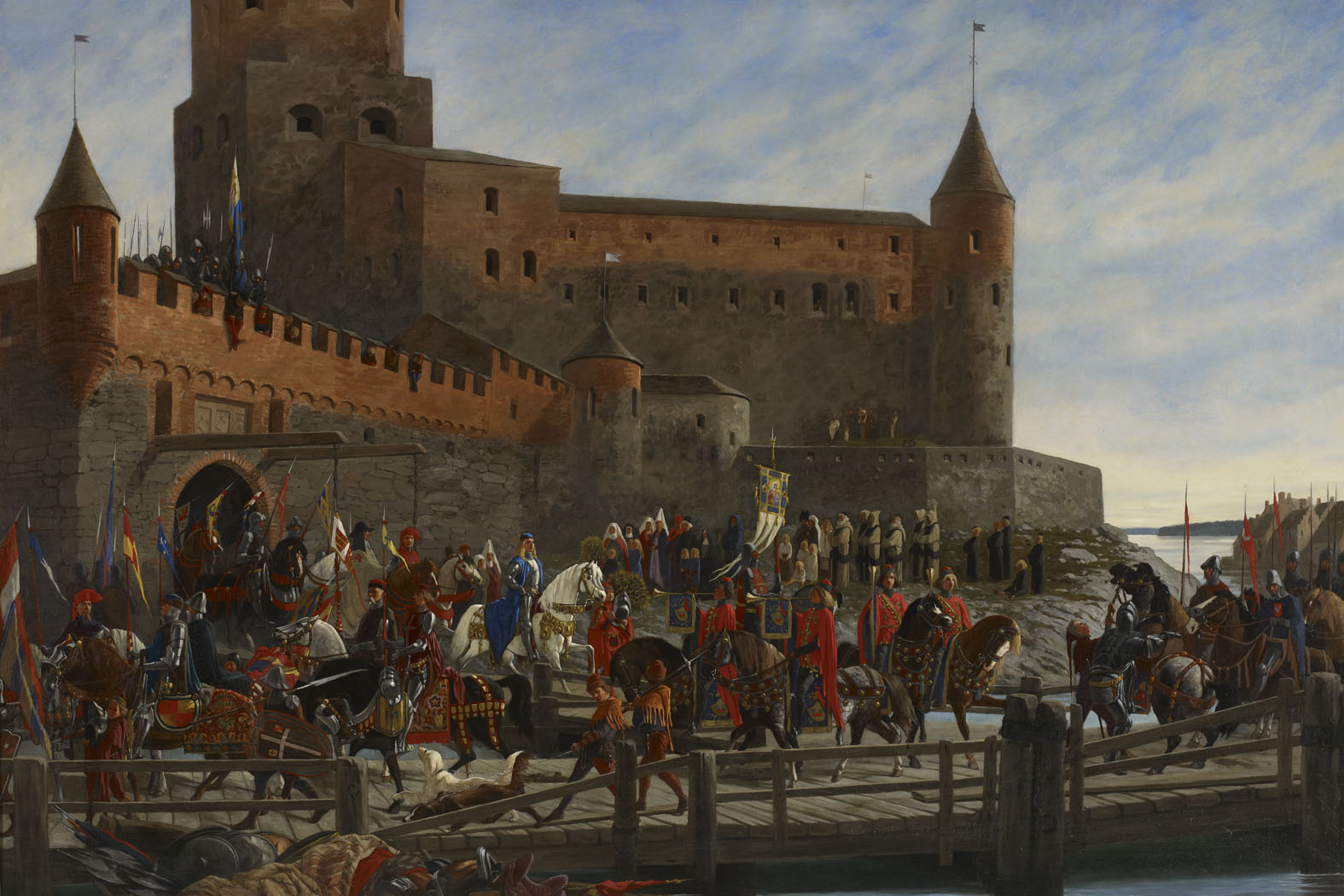
Karel VIII van Zweden vertrekt van Vyborg naar Stockholm voor zijn verkiezing

Het jaar 1448 is het 48e jaar in de 15e eeuw volgens de christelijke jaartelling.

## Gebeurtenissen
februari
- 17 tot 19 maart - Concordaat van Wenen: Verdrag tussen paus Nicolaas V en koning Frederik III dat definitief de investituur in het Heilige Roomse Rijk regelt.

mei
- 22 - De Bourgondische hertog Filips de Goede benoemt Jan van Lannoy tot stadhouder van Holland, Zeeland en Friesland.

augustus
- 14 - Slag bij Oronichea: De Albanezen onder Skanderbeg verslaan een Ottomaans leger dat op instigatie van Venetië is binnengevallen.

september
- 15 - Alfons V van Portugal verklaart alle wetten afgekondigd door regent Peter ongeldig.

oktober
- 4 - De Albanees-Venetiaanse Oorlog wordt beëindigd. Venetië behoudt Dagno, maar moet de Albanezen jaarlijks 1400 dukaten betalen.
- 17 tot 20 - Slag op het Merelveld: De Ottomanen onder Murad II verslaan de Hongaren onder Johannes Hunyadi. De katholieke dreiging tegen de Ottomanen valt hierdoor weg.

december
- 5 - De Russisch-Orthodoxe Kerk kiest Jona tot metropoliet van Moskou zonder voorafgaande toestemming van de patriarch van Constantinopel, en geldt sindsdien als onafhankelijk van Constantinopel (autocefaal).

zonder datum
- De Portugezen bouwen een fort op het eiland Arguin als centrum voor de handel met Afrika.
- Gerard van Gulik-Berg verkoopt zijn aanspraken op Gelre aan Filips de Goede van Bourgondië. Einde van de Tweede Gelderse Successieoorlog.
- Walraven van Meurs geeft zijn aanspraak op de bisschopstitel van Utrecht op. Einde van het Utrechts Schisma.
- Stichting van het Minderbroedersklooster in Hulst.
- Alfons V van Aragon neemt Lucrezia d'Alagno tot zijn minnares.
- In Kampen wordt een brug over de IJssel gebouwd.

## Opvolging
- Ayutthaya - Borommaracha II opgevolgd door Borommatrailokkanat
- Byzantium - Johannes VIII Palaiologos opgevolgd door zijn broer Constantijn XI Palaiologos Dragases
- Denemarken (september) - Christoffel III opgevolgd door Christiaan I
- Epirus - Karel II Tocco opgevolgd door Leonard Tocco
- Granada - Mohammed X opgevolgd door Mohammed IX
- Kleef - Adolf IV opgevolgd door zijn zoon Johan I
- metropoliet van Moskou - Jona na een periode van sedisvacatie
- Palts-Neumarkt - Christoffel III van Denemarken opgevolgd door Otto I van Palts-Mosbach
- Walachije - Vladislav II opgevolgd door Vlad Dracula op zijn beurt opgevolgd door Vladislav II
- Zweden (28 juni) - Christoffel III van Denemarken opgevolgd door Karel VIII

## Afbeeldingen

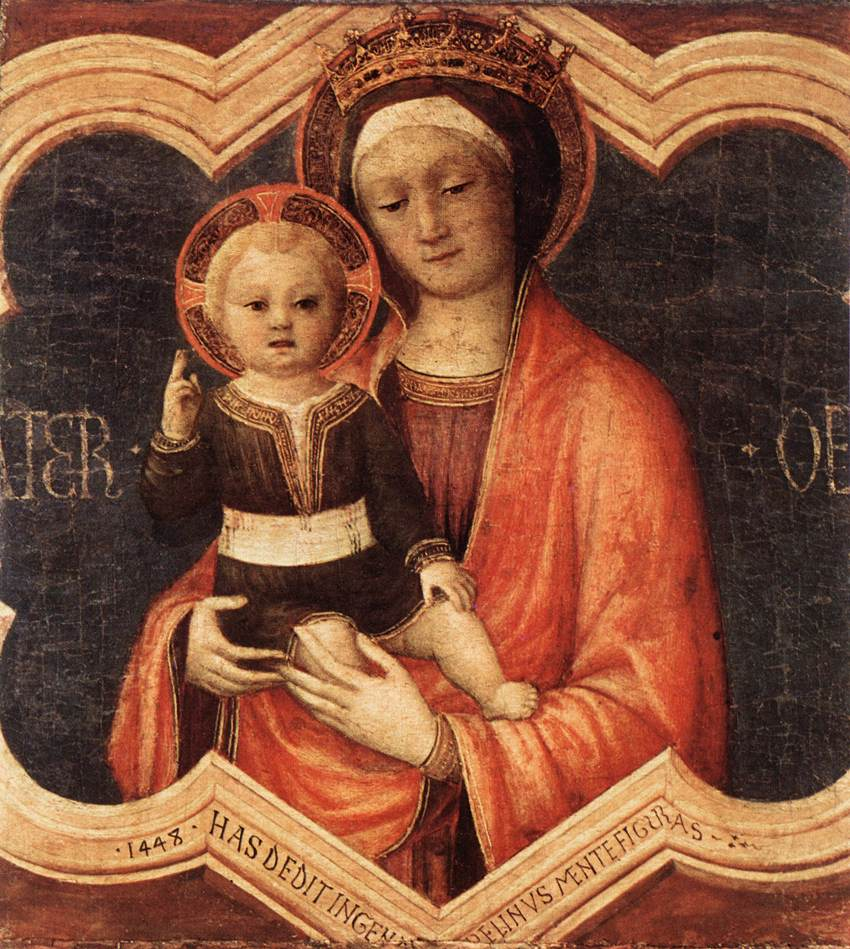
Jacopo Bellini: Madonna met kind
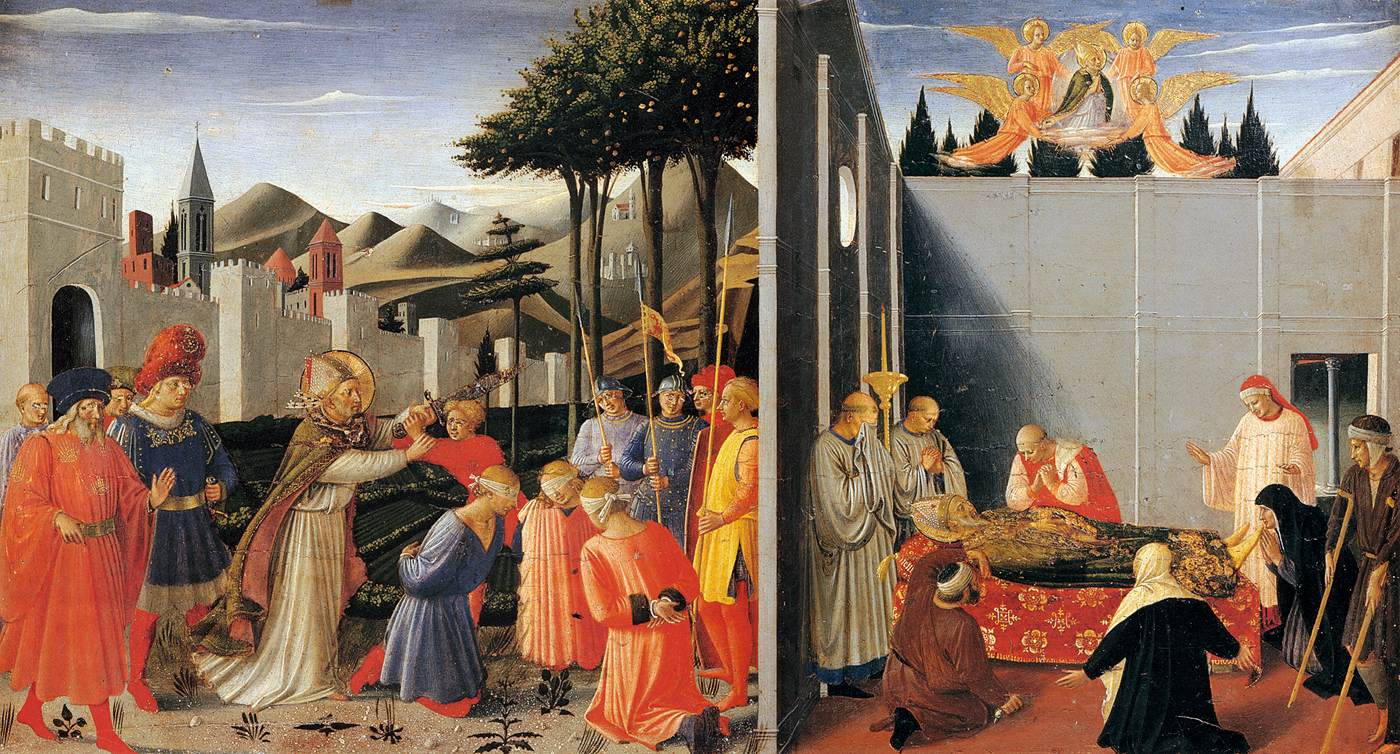
Fra Angelico: Het leven van Sint-Nicolaas
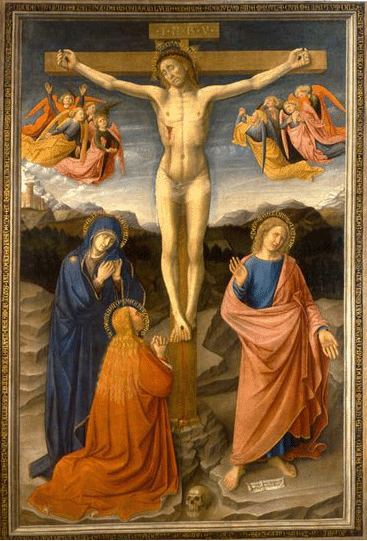
Donato de' Bardi: De kruisiging
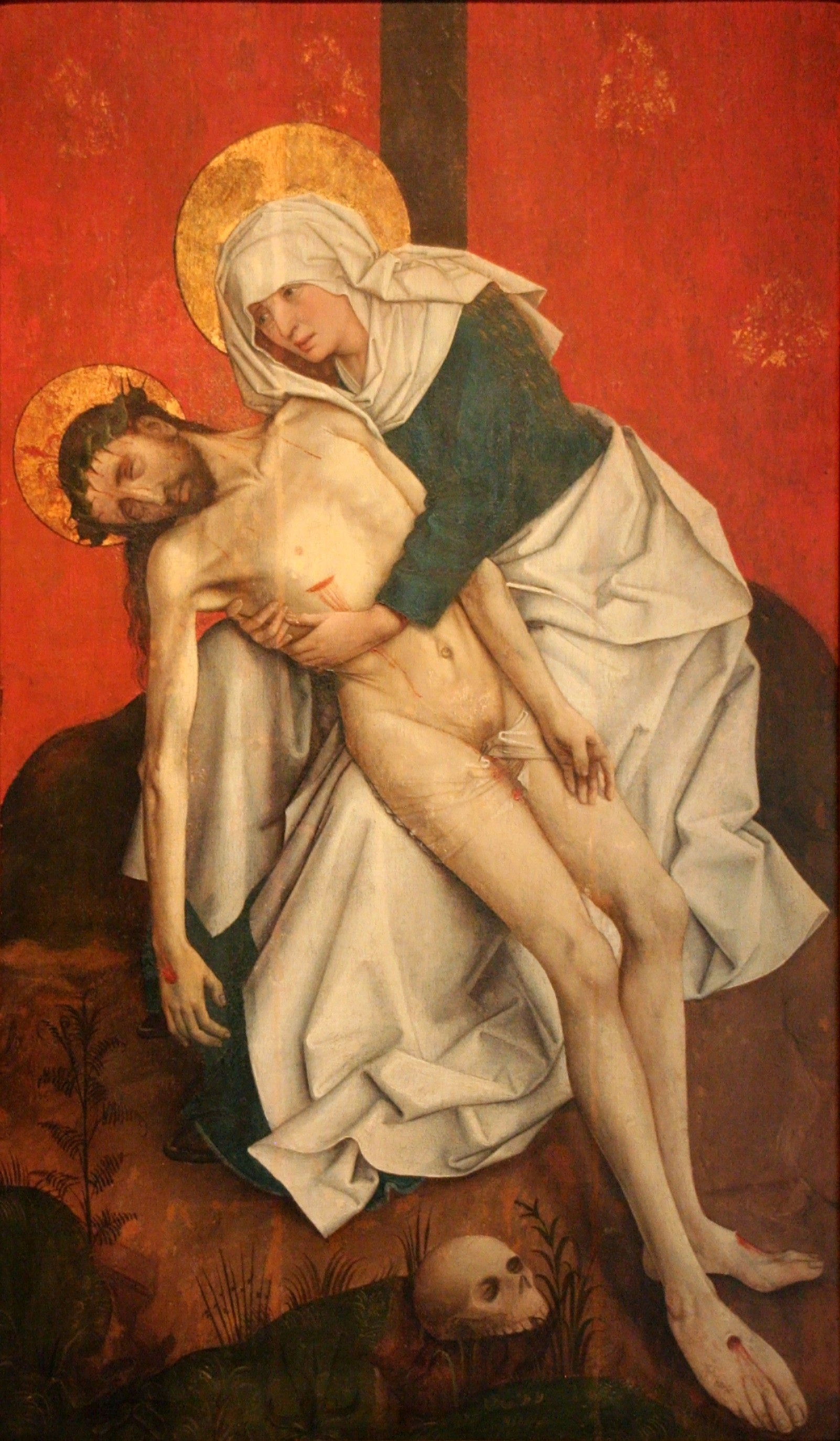
navolger Rogier van der Weyden: Piëta
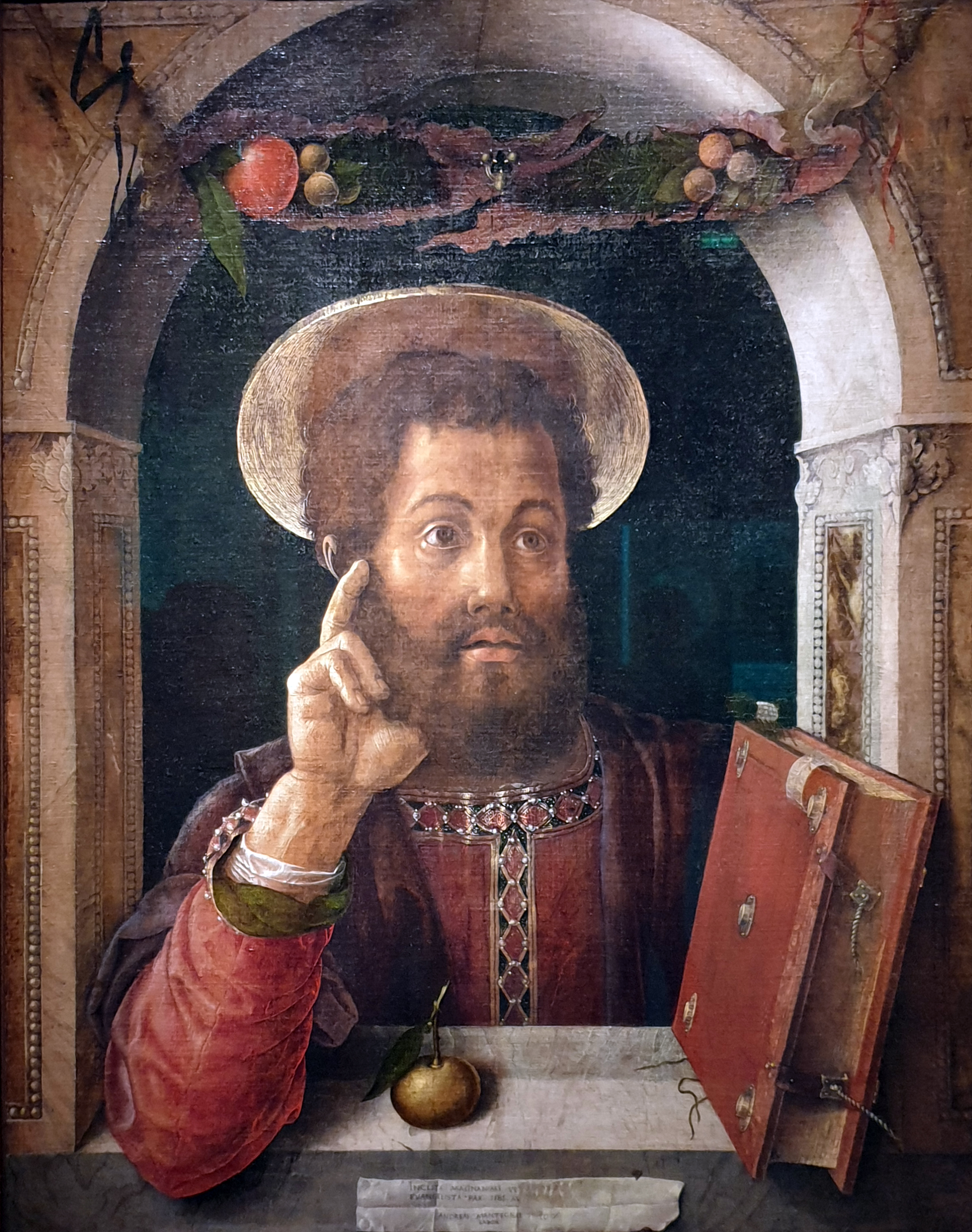
Andrea Mantegna: De apostel Paulus

## Geboren
- juli - Nicolaas I, hertog van Lotharingen
- 14 juli - Filips, keurvorst van de Palts
- 7 september - Hendrik van Württemberg, graaf van Montbéliard
- 31 oktober - Wladislaus II van Płock, Pools edelman
- 4 november - Alfons II, koning van Napels (1494-1495)
- Albrecht van Palts-Mosbach, Duits edelman
- Manduchai, regentes van Mongolië
- Engelbrecht van Nassau-Wiesbaden-Idstein, Duits geestelijke
- Hendrik van Podiebrad, Boheems edelman
- Richard Pynson, Frans-Engels printer

## Overleden
- 5 januari - Christoffel III (29), koning van Denemarken, Noorwegen en Zweden (1439-1448)
- 10 januari - Hendrik III van Wisch (~57), Gelders edelman
- 16 januari - Jan II van Montfoort (~65), Hollands edelman
- 17 juli - Gérard Machet, Frans kardinaal
- 23 september - Adolf IV van Kleef-Mark (75), Duits edelman
- 31 oktober - Johannes VIII Palaiologos (55), keizer van Byzantium (1425-1448)
- 21 december - Johannes van Neck (~68), Hollands geestelijke en staatsman
- Borommaracha II, koning van Ayutthaya (1424-1448)
- Chökyi Gyaltsen (~71), Tibetaans religieus leider
- Frederunde Kettler zu Assen (~43), Duits edelvrouw